# Wojewódzka i Miejska Biblioteka Publiczna im. Cypriana Norwida w Zielonej Górze
Wojewódzka i Miejska Biblioteka Publiczna im. Cypriana Norwida w Zielonej Górze – biblioteka naukowa w Zielonej Górze. Rozpoczęła działalność 3 maja 1947 roku.

## Historia

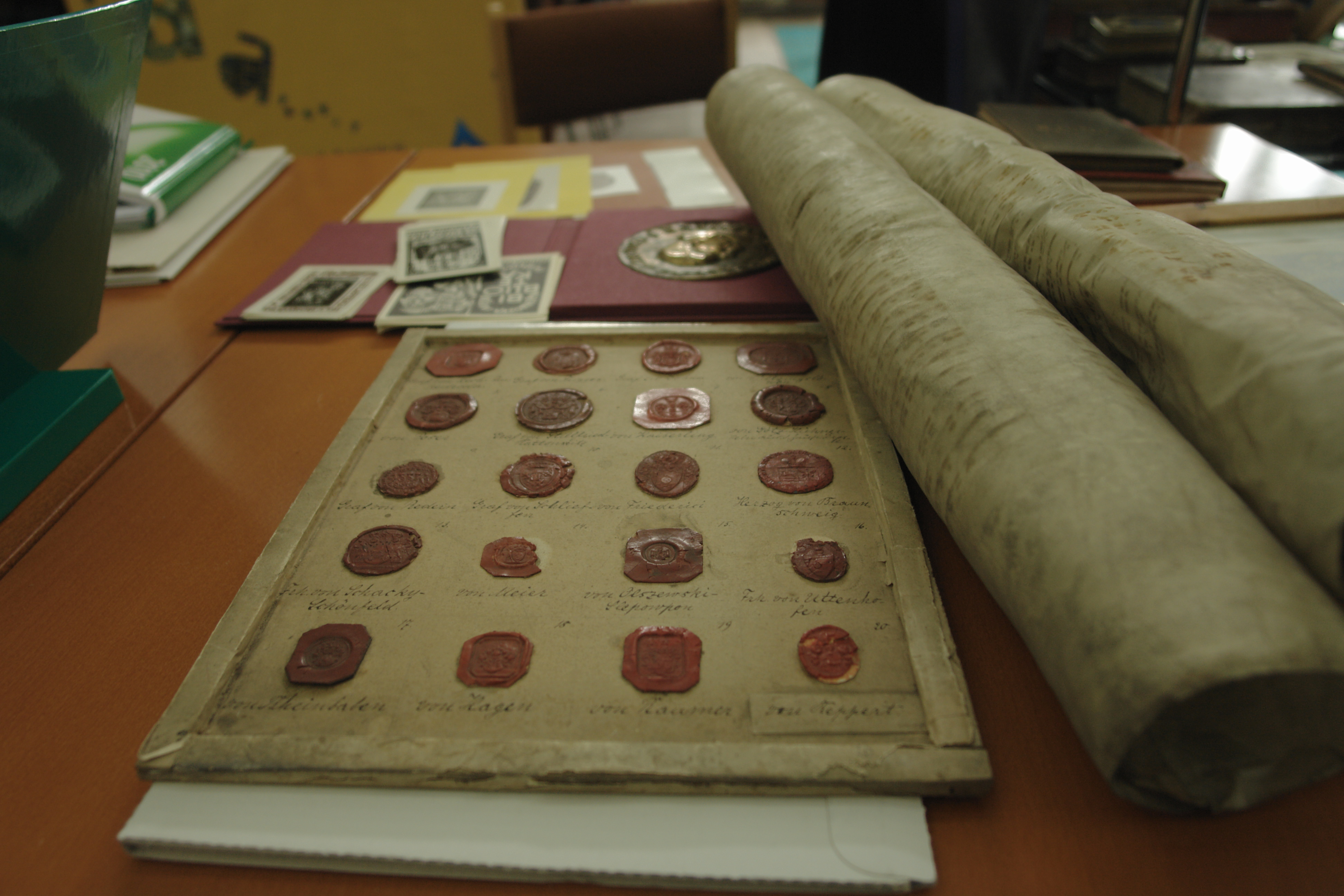
Fragment zbiorów

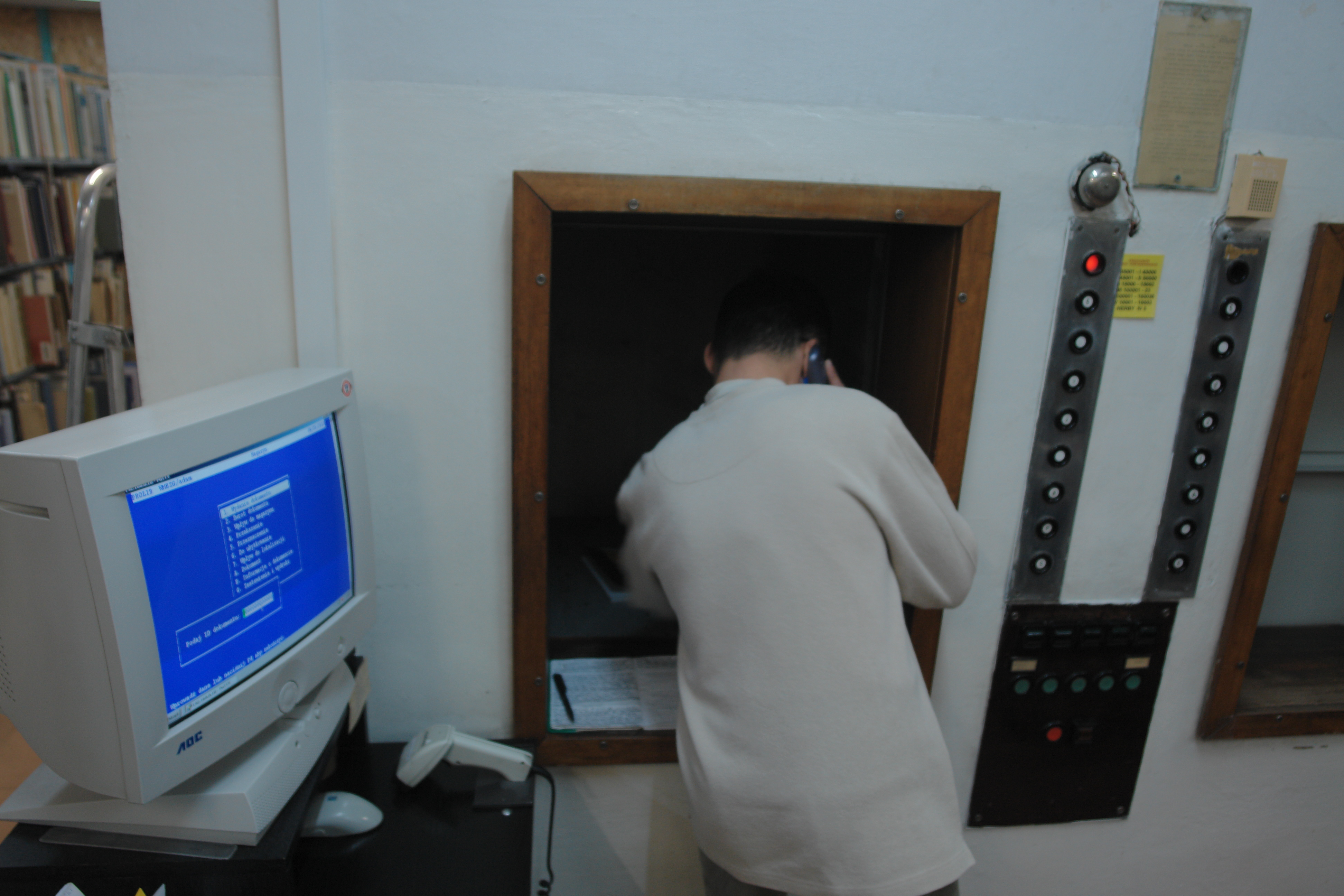
obsługa windy wewnętrznej

Powiatowa Biblioteka Publiczna w Zielonej Górze powstała w 1946 roku i mieściła się w Starostwie przy ul. Chrobrego. W 1947 roku przeniesiono ją na ulicę Jedności Robotniczej 46. Jej zadaniem była organizacja sieci bibliotek na terenie powiatu. W 1947 roku podjęto decyzję o utworzeniu miejskiej wypożyczalni, a jej otwarcie miało miejsce 3 maja 1947 roku. Zapoczątkowało to powstanie Miejskiej Bibliotece Publicznej w Zielonej Górze, która od dnia 1 stycznia 1949 roku została wyłączona ze struktury PBP. Oficjalnie Miejska Biblioteka została zarejestrowana 25 maja 1948 roku.
W 1951 roku utworzono Wojewódzką Bibliotekę Publiczną, a po pięciu latach połączono ją z Miejską Biblioteką tworząc Wojewódzką i Miejską Bibliotekę Publiczną (WiMBP). W następnym roku przeniesiono siedzibę biblioteki do budynku przy ulicy Jedności Robotniczej 57.
Z uwagi na rozwój miasta, jak również istnienie ośrodka naukowego – Wyższej Szkoły Inżynierskiej, podjęto budowę nowego budynku dla książnicy. W 1968 roku rozpoczęto budowę nowego gmachu przy al. Wojska Polskiego 9.
W 1972 r. bibliotece nadano imię Cypriana Norwida, miało to miejsce w związku z 25-leciem istnienia placówki. Nabyto wtedy 5 rysunków Norwida. Są to szkice wykonane tuszem przy użyciu piórka. Pochodzą one z 1864 roku.
Rok 1975 przyniósł ukończenie budowy nowej siedziby WiMBP. Oddano do użytku 7 kondygnacyjny budynek o kubaturze 34 500 m³ i powierzchni 7300 m². W roku 1977 otwarto Muzeum Książki Środkowego Nadodrza, które obecnie działa jako Muzeum Ilustracji Książkowej. W latach 90. powstał Oddział Obsługi Niepełnosprawnych, nastąpiła komputeryzacja biblioteki, powstała też Czytelnia Multimedialna i Internetowa.
W 2010 roku uruchomiono pierwszą w województwie mediatekę „Góra Mediów” oferującą bogaty dostęp do zbiorów elektronicznych (e-booki, audiobooki, pełnotekstowe bazy danych, filmy, gry).
Od 2001 roku biblioteka posiada status biblioteki naukowej.

W 2012 utworzono drugą tego typu placówkę, mediatekę „Szklana Pułapka” funkcjonującą jako Filia nr 7 Biblioteki Wojewódzkiej.

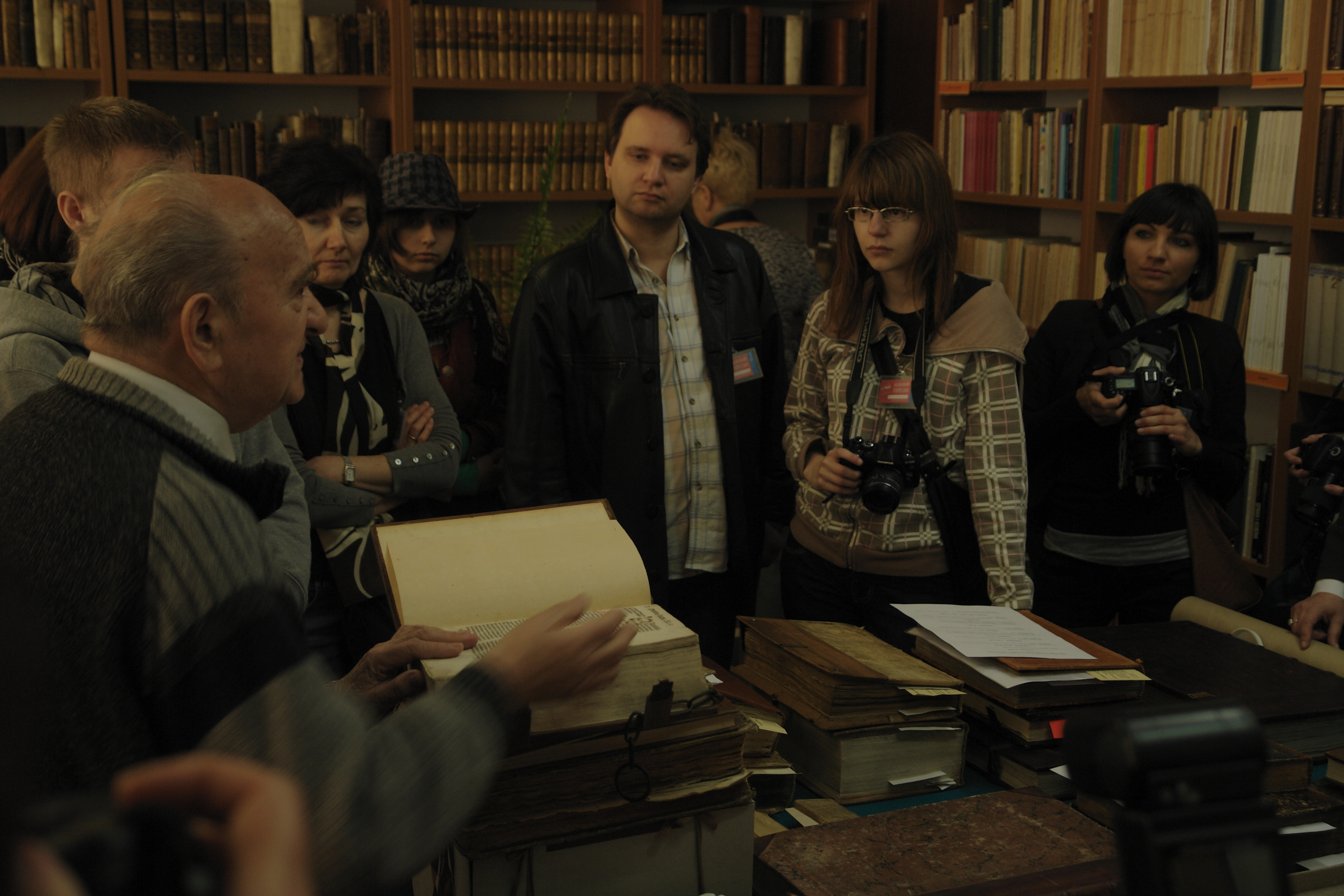
Były dyrektor, dr Grzegorz Chmielewski, na spotkaniu z użytkownikami serwisu MM Zielona Góra

## Działalność biblioteki
Jest miejską i powiatową biblioteką publiczną dla miasta Zielona Góra. Ponadto jako powiatowa biblioteka publiczna dla powiatu zielonogórskiego sprawuje nadzór merytoryczny nad bibliotekami gminnymi i miejsko-gminnymi na jego obszarze, a jako biblioteka wojewódzka również nad powiatowymi bibliotekami publicznymi siedmiu powiatów południowej części województwa lubuskiego.
Biblioteka udostępniania zbiory w Czytelni Ogólnej, Czytelni Prasy, Mediatece „Góra Mediów”, Centrum Bibliotecznym dla Dzieci i Młodzieży – Biblioteka Pana Kleksa, Wypożyczalni Głównej, Bibliotece Obcojęzycznej, Dziale Informacji Regionalnej i Bibliograficznej, Dziale Zbiorów Specjalnych oraz w 11 filiach na terenie miasta.
Od ponad 50 lat odbywają się „Czwartki Lubuskie”, na których gościli prawie wszyscy znani w polskiej literaturze współczesnej pisarze. W ostatnich latach większość spotkań czwartkowych poświęcona jest promocji książek miejscowych autorów. Imprezą z wieloletnimi tradycjami, odbywającą się w Bibliotece Wojewódzkiej jest również konkurs Wawrzyny Lubuskie. Corocznie podczas uroczystej gali nagradzani są lubuscy autorzy najlepszych książek literackich i naukowych o tematyce regionalnej, a od roku 2013 również dziennikarze prasy, radia, telewizji czy mediów internetowych za swój dorobek zawodowy.
Biblioteka jest organizatorem cyklu spotkań w ramach „Zielonogórskiego Salonu Poezji” oraz „Czytelni Dramatu” w których gościli m.in. Irena Jun, Leszek Długosz, Andrzej Seweryn, Grażyna Wolszczak, Piotr Machalica, Jan Peszek, Anna Seniuk, Zdzisław Wardejn, Wiesław Komasa, Agnieszka Mandat, Marzena Wieczorek.
Biblioteka Wojewódzka ma również swoją oficynę wydawniczą – „Pro Libris”. Działa ona od 1996 roku. Wydaje publikacje (w większości literatura piękna) autorów lubuskich, w tym nagrodzonych Lubuskim Wawrzynem Literackim, kwartalnik literacko-kulturalny „Pro Libris” oraz pismo branżowe „Bibliotekarz Lubuski”.

## Zbiory
Na koniec 2012 roku biblioteka miała w swoim posiadaniu zbiory liczące ponad 500 000 woluminów. Wśród tych pozycji znajdują się między innymi cenne rękopisy i starodruki.

## Dyrektorzy
- 1947–1954: Władysław Borowczak[1]
- 1955: Janina Janczewska
- 1956–1957: Władysław Drążkowski[1]
- 1958–1960: Jan Engel[1]
- 1960-1991: dr Grzegorz Chmielewski[1]
- 1992–1994: Maria Hołowińska
- 1994–2009: Maria Wasik[1]
- od 2010: dr Andrzej Buck[1]